# Trešnjevica (Arilje)
Pour les articles homonymes, voir Trešnjevica.
Trešnjevica (en serbe cyrillique : Трешњевица) est un village de Serbie situé dans la municipalité d'Arilje, district de Zlatibor. Au recensement de 2011, il comptait 831 habitants.
La petite église Saint-Élie est située au hameau de Gradina, sur le territoire du village de Trešnjevica.

## Démographie

### Évolution historique de la population
| 1948  | 1953  | 1961  | 1971  | 1981  | 1991 | 2002 | 2011 |
| ----- | ----- | ----- | ----- | ----- | ---- | ---- | ---- |
| 1 366 | 1 438 | 1 385 | 1 222 | 1 037 | 991  | 920  | 831  |

|  |